# Aleksandr Lébedev
Aleksandr Ievguénievitx Lébedev (en rus: Александр Евгеньевич Лебедев, nascut a Moscou el 16 de desembre de 1959) és un home de negocis i empresari rus, conegut com un dels oligarques russos.
El maig de 2008, la revista Forbes el va incloure a la llista de russos més rics, í com a la 358a persona més rica del món, amb una fortuna estimada de 3.1 bilions de $. És l'amo d'una tercera part d'Aeroflot, i també és propietari del diari rus Novaya Gazeta i de quatre diaris britànics amb el seu fill Ievgueni Lébedev: el londinenc Evening Standard, The Independent, Independent on Sunday i el nou i newspaper.